# Apiocephalus punctipennis
Apiocephalus punctipennis är en skalbaggsart som beskrevs av Charles Joseph Gahan 1898. Apiocephalus punctipennis ingår i släktet Apiocephalus och familjen långhorningar.
Artens utbredningsområde är Kenya. Inga underarter finns listade i Catalogue of Life.